# Нери, Донато ди
Донато ди Нери (итал. Donato di Neri, лат. Donatus Nerius; около 1300 — 1371 или 1372) — средневековый итальянский хронист, торговец из Сиены, автор «Сиенской хроники» (итал. Cronaca Senese), один из летописцев Сиенской республики. 

## Биография
Родился около 1300 года в Сиене в семье местных пополанов-гвельфов среднего достатка, издавна проживавших в «терции» Сан-Мартино и принадлежавших к гильдии «лигриттьери» (итал. ligrittieri), что означало на местном диалекте старьёвщиков или торговцев ношеной одеждой (итал. rigattieri). 
Не установлено, получил ли он какое-нибудь образование и занимал ли государственные должности, но приводимые в его хронике исторические подробности заставляют предполагать наличие связей в местной синьории. Несомненно, как влиятельный член своего цеха, он имел доступ к документам городских архивов, а также совершал путешествия по торговым делам в другие города, где получал информацию о происходивших в них событиях и новости из других стран. В Государственном архиве Сиены сохранились расходные книги местного казначейства «Биккерна» (итал. Biccerna), в записях которых за 1339 год указана ссуда в размере 10 золотых флоринов, предоставленная Донато местным сборщикам налогов, а в записях за 1347 год — другая ссуда в 14 флоринов, предоставленная им местному магистрату.
Как сторонник местной политической группы «додичини» (итал. dodicini), выражавшей интересы «старших» цехов, Донато принимал участие в свержении в 1355 году тирании Девяти Синьоров, выражавшей интересы «жирных пополанов», а в марте–апреле 1363 года являлся членом пришедшего им на смену коалиционного «народного правительства» Двенадцати. 
В 1368 году, с приходом к власти Реформаторов (итал. riformattori), обстановка в городе изменилась не в лучшую сторону для Донато и его соратников по партии, и новые власти, как сообщает он в своей хронике, занялись поборами со своих политических противников на общественные нужды. Так, в 1370 году сам Донато вынужден был уплатить в городскую казну единовременный налог в размере 100 золотых флоринов, а в 1372 году такую же сумму уплатил и его сын, не считая штрафа за участие в неких беспорядках.
В 1371 или 1372 году, в качестве почётного гражданина Сиены, престарелый Донато заложил первый камень в фундамент стены у новых городских ворот, и, вскоре после этого, скончался, оставив сыну своё торговое дело и исторические труды.

## Сочинения
«Сиенская хроника» (итал. Cronaca Senese) Донато ди Нери и его сына Нери, написана на тосканском диалекте староитальянского языка и, в общей сложности, охватывают события в самом городе и в соседних итальянских землях с 1352 по 1381 год. При этом сам Донато довёл их до 1371 года, продолжение же за 1372—1381 годы было составлено его сыном Нери, приступившим к своей работе в 1373 году.
Основными источниками для хроники, помимо документов местных архивов, устных рассказов и личных впечатлений, послужили латинские «Сиенские анналы» (лат. Annales Senenses), составлявшиеся здесь с середины XII века по инициативе епископа Райнерия (1129—1170) и впервые изданные в 1850 году в Париже историком Антуаном Фредериком Озанамом.
По своей структуре и форме изложения сочинение Донато и его сына является типичной итальянской городской хроникой, продолжающей традицию местных летописей, составлявшихся, как правило, не по общественному заказу, а по инициативе отдельных граждан, таких как охватывающая 1186—1328 гг. хроника Андреа Деи, продолженная до 1352 года Аньоло ди Тура. По своему содержанию хроника носит светский характер, а её авторы, наряду с местническим патриотизмом и сочувствием интересам торгово-ремесленных слоёв родной коммуны, определённо демонстрируют передовые для своего времени космополитические взгляды, характерные   для нового рационалистического мировоззрения эпохи Возрождения.   
Повествование в хронике начинается с воспоминаний о строительстве в 1352 году купели аль-Мандорло в городском госпитале Санта Мария делла Скала и оценки её стоимости, а также ратификации в апреле того же года договора с Флоренцией, Перуджей и Ареццо. Перечисляя все значимые местные факты, включая пожары, неурожаи, открытия рынков и даже посадки деревьев, её авторы не забывают при этом упоминать имена всех действующих лиц, от торговцев и нотариусов до магистратов и дипломатов. Значительный интерес представляют собой уникальные сообщения местного характера вроде рассказов о доставке в 1359 году в Сиену святых реликвий из Константинополя или строительстве в 1367—1368 годах крепости в Монтальчино, а также подробности, касающиеся функционирования и деятельности складывающейся в XIV веке системы городских контрад, первоначально сложившихся с целью пополнения и снабжения продовольствием городского войска, но со временем превратившихся в территориальные организации граждан со своими эмблемами, традициями, судами и народно-милицейскими формированиями.
Хроника обстоятельно излагает политическую историю Сиены второй половины XIV в.: включает описание последних лет правления Девяти, подробно характеризует весь период пребывания у власти Двенадцати, а также большую часть правления Реформаторов. Каждое из «народных правительств», его социальные преобразования и институциональные изменения, оцениваются хронистами с точки зрения их представлений об идеальном «добром» правлении и его антиподе,
правлении «дурном», в зависимости от их реальных способностей обеспечить экономическое развитие и стабильность в обществе. 
Так, подробно описывая восстание горожан в марте 1355 года, вызванное посещением Сиены направлявшимся в Рим императором Карлом IV, Донато ди Нери объясняет свержение ими тирании Девяти сеньоров не только амбициями возглавившей протесты семьёй Пикколомини, но и непопулярностью старого режима, не считавшегося с интересами мелких пополанов: «И много позорного было сказано о Девяти — и воры, и предатели, и коммунальные деньги присваивали и делили между собой, и кто мог сказать ещё хуже — говорил...». Действия восставших он однозначно одобряет, объясняя желанием «реформировать управление по-своему, преобразовать город в доброе государство, управляемое добрыми гражданами, чтобы среди них не было никого из правительства Девяти, ни из их сыновей...». Вместе с тем, достаточно объективно описывает хронист и неудачное правление сменивших ненавистных тиранов Двенадцати, «первый состав правительства которого закончил службу в мае; и с июня проходили следствия и процессы против них, был схвачен мессер Джованни дель Аква, который был из означенных Синьоров, он был признан виновным в злоупотреблениях, и за это ему отрубили голову, и были высланы Джуккио Пиери и Джакомо Доменико Риччи, которые были из Синьоров». 
Главным советником Двенадцати выступает в хронике Джованни д’Аньолино Салимбени, с именем которого связана неудачная попытка установления в Сиене синьории. «Очень уважаемый как в Сиене, так и в других городах, первый из дома Салимбени», он в мае 1368 года ездил послом к вновь посетившему Италию Карлу Люксембургскому, триумфально вернувшись в город в конце июля, но вскоре, 2 августа, трагически погиб там в результате несчастного случая, так и не успев «узаконить» свою власть. Смерть Салимбене, сообщает сочувствующий ему Донато, «привела город в очень дурное состояние», и с сентября по декабрь 1368 года в нём произошло четыре восстания, после чего совет коммуны принял решение о создании коалиционного правительства Пятнадцати, или «риформатори». Невзирая на то, что и сам Донато, и его сын пострадали от поборов со стороны новых властей, взыскавших с них крупные штрафы, они характеризуют Реформаторов как «самых честных по отношению к Коммуне и самых решительных по отношению к соседям», считая их преобразования более успешными, чем деятельность их предшественников.
Вместе с тем, авторы хроники не сосредотачиваются исключительно на местных событиях, обращая внимание и на происходившие в остальной Италии. При этом особое внимание уделяется случаям, когда Сиенская республика занимала выигрышное или доминирующее положение по отношению к своим соседям, усиливая своё влияние или приумножая свои владения. Значительное место уделяется отношениям между крупными городами, в частности между Флоренцией и Пизой, а также общеитальянским событиям, связанным, к примеру, с попытками Висконти завоевать политическое господство над  Тосканой, или итальянскими походами императора Карла Люксембургского. Но даже в таких случаях хронисты никогда не упускают возможности связать эти факты истории страны с событиями в родном городе, нередко преувеличивая его реальную историческую роль. 
Наряду с политическими переворотами, вызванными как внешними, так и внутренними причинами, от внимания Донато не ускользают и социальные конфликты, которые он пытается объяснять с позиции наивного рационализма, нередко сочувствуя участникам народных выступлений, вроде мятежа в июле 1371 года сиенских наёмных рабочих корпорации «дель Бруко» (итал. compagnia del bruco), впервые в истории итальянских городов потребовавших уравнения их в правах с цеховыми мастерами. Вызванный главным образом засухой и голодом, опустошившими в тот год Тоскану, а также закрытием порта Таламоне из-за угрозы чумы, он стал первым известным в истории выступлением городского пролетариата. После того как трое лидеров повстанцев, Чекко делле Форначи, Джованни ди Монна Тесса и Франческо д'Аньоло Барбиконе, были вероломно схвачены, подвергнуты пыткам и приговорены к смертной казни, вооружённая толпа их сторонников взяла штурмом дворец сенаторов, а капитан народа Франчино ди Маэстро Наддо приказал освободить арестованных, потому что «город весь вооружился».
Продолживший хронику сын Донато, посетивший Флоренцию во время волнений чомпи (1378), не забывает напомнить о сходстве социальных требований последних с политическими чаяниями их сиенских предшественников, довольно объективно описывая как предпосылки и подробности, так и причины поражения флорентийского восстания наёмных чесальщиков шерсти, в лагере которых сначала произошёл раскол, а затем они были преданы своими союзниками из «средних слоёв». Последние, перешедшие, в конечном итоге, на сторону пополанов, «с возмущением выступили в день первый сентября из-за безумия этих самых тощих (minutissimi), среди которых кто хотел сеньора, кто рыцаря и новых установлений; поэтому ремесленники средней руки (li mezzani) сразились с ними и изгнали их, и прогнали и выслали более тысячи чесальщиков и им подобных». 
Профессиональные занятия, социальные предпочтения и политические пристрастия хронистов объясняют несколько выборочный подход их к освещению как общеитальянских, так и местных городских событий. Так, приведя в своём труде немало культурно-бытовых деталей, записывая различные анекдоты и предания, навроде рассказа о жестоком капитане, безжалостно умертвившим пленницу с целью пресечь раздор из-за неё между наёмниками, сын Нери лишь кратко упоминает о смерти в 1380 году в Риме прославившей впоследствии его город Св. Екатерины Сиенской (итал. beata Caterina da Siena). 
Продолжателями труда Донато ди Нери и его сына Нери стали местные хронисты Паоло ди Томмазо Монтаури (за 1381—1431 гг.) и Томмазо Фечини (за 1431—1479 гг.), ставшие уже летописцами постепенного упадка Сиенской республики, народное правление в которой на исходе XV столетия окончательно сменилось тиранией.

## Рукописи и издания
Получившая широкую известность в Сиене в XIV—XV веках, в эпоху чинквеченто хроника Донато ди Нери была забыта, а оригинал её был утрачен. Лишь с конца XVII столетия она стала распространяться в списках, и две таких копии, выполненные в 1720—1724 годах Томмазо Моченни для аббата Гальвано Бичи, хранятся в Государственном архиве Сиены. 
Впервые хроника была издана в 1729 году в Милане под заглавием «Сиенские анналы» Лудовико Антонио Муратори, включившим её в 15 том выпускавшегося им свода «Историописатели Италии» (лат. Rerum Italicarum Scriptores). Новая академическая публикация хроники подготовлена была в 1900 году в Читта-ди-Кастелло историками Алессандро Лисини и Фабио Якометти, а в 1937 году переиздана в Болонье. Используя более исправную рукопись из Коммунальной библиотеки дельи Интронати в Сиене (MS 187 A.VI.14), Лисини и Якометти дополнили издание Муратори рядом не вошедших в него незначительных фрагментов.

## Публикации
- Annales Senenses auctore Nerio Donati filio ab anno MCCCLII usque ad annum MCCCLXXXI. Una cum notis Huberti Benvoglienti // Rerum Italicarum Scriptores. Raccolta di fonti, ideata da Ludovico Antonio Muratori. — Tomus XV. — Mediolani: Typographia Societatis Palatinae in Regia Curia, 1729. — coll. 135–294.
- Cronaca Senese di Donato di Neri e di Suo Figlio Neri. Edizione critica fu curata da Alessandro Lisini e Fabio Iacometti // Rerum Italicarum Scriptores (nuova edizione). — Tomo XV. — Cittа di Castello: S. Lapi, 1900. — pp. 569–685.
- Cronaca Senese di Donato di Neri e di Suo Figlio Neri. Edizione critica fu curata da Alessandro Lisini e Fabio Iacometti // Rerum Italicarum Scriptores. — Tomo XV. — Parte 6. — Bologna: Nicola Zanichelli, 1937. — pp. 569–685.